# Avraham Verdiger

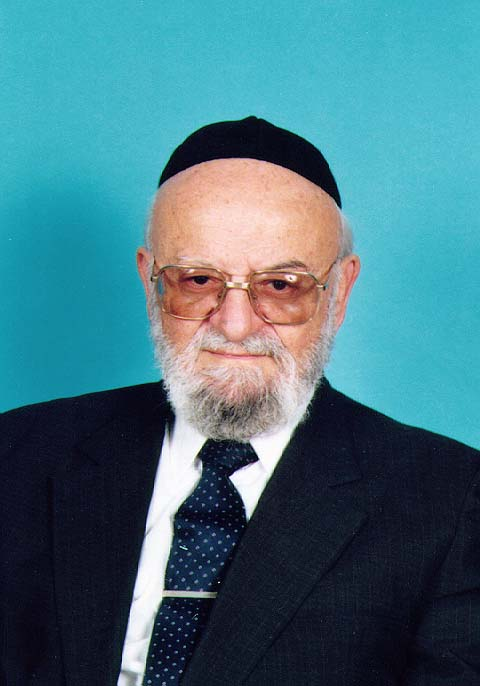
Abraham Verdiger

Avraham Verdiger (hebräisch אברהם ורדיגר;; * 6. Mai 1921 in Łódź, Polen; † 27. November 2013 in Jerusalem, Israel) war ein aus Polen stammender israelischer Politiker, der mit Unterbrechungen insgesamt 22 Jahre lang Mitglied der Knesset sowie kurze Zeit Vize-Minister für die Angelegenheiten von Jerusalem war.

## Leben
Verdiger besuchte in Polen eine Talmudhochschule (Jeschiwa), ehe 1947 seine Einwanderung (Alija) nach Palästina erfolgte, wo er ein Studium der Politikwissenschaften sowie seinen Militärdienst bei den Streitkräften absolvierte.
Am 21. Dezember 1967 wurde er für die Poalei Agudat Jisra’el (פועלי אגודת ישראל) erstmals Mitglied der Knesset und gehörte dieser bis zum Ablauf der achten Legislaturperiode am 13. Juni 1977 an, wobei er zuletzt dem Wahlbündnis mit der Religiösen Torah-Front (חזית דתית תורתית) angehörte. Während dieser Zeit war er zeitweilig unter anderem Mitglied der Knesset-Ausschüsse für öffentliche Dienstleistungen, für Arbeit, für Bildung und Kultur sowie für Inneres und Umwelt. Darüber hinaus fungierte zeitweise auch als Mitglied des Sonderausschusses zur Untersuchung des Primar- und Sekundarbildungssystems sowie des Sonderausschusses für den Gesetzentwurf für den Staatskontrolleur (Ombudsman).
Bei den Knesset-Wahlen vom 13. August 1984 wurde Verdiger als Bewerber der Morasha (מורשה), die danach ein Bündnis mit der Poalei Agudat Jisra’el bildete, erneut zum Mitglied der Knesset gewählt und gehörte dieser bis zu seinem Mandatsverzicht am 17. Juni 1996 an, zuletzt als Mitglied des aus Agudat Jisra’el (מפלגת ״אגודת ישראל״) und Degel haTora (דגל התורה) gebildeten Bündnisses Vereinigtes Thora-Judentum (יהדות התורה המאוחדת). Während dieser Zeit gehörte er als Mitglied wiederum zahlreichen Knesset-Ausschüssen an, und war unter anderem Mitglied der Ausschüsse für Arbeit und Wohlfahrt, für Inneres und Umwelt, für Geschäftsordnung, für Finanzen, für Verfassung, Recht und Justiz, für Interpretationen sowie für Einwanderung und Integration sowie gegen Drogenmissbrauch. Ferner war er zeitweilig Mitglied des Vereinigten Ausschusses gegen die zunehmende Nutzung von Suchtmitteln, des Sonderausschusses für den Gesetzentwurf für die Kommunalverwaltung, des Parlamentarischen Untersuchungsausschusses für Verkehrsunfälle, des Vereinigten Ausschusses für den Knesset-Haushalt sowie des Sonderausschusses zur Änderung des Rechtsstatus von Galiläa.
Nach der Knesset-Wahl vom 1. November 1988 wurde Verdiger Vorsitzender des Knesset-Ausschusses für Ethik, ehe er am 27. November 1990 von Ministerpräsident Jitzchak Schamir zum Vize-Minister für Angelegenheiten von Jerusalem in die 24. Regierung Israels berufen wurde. In dieser Funktion war er bis zum 13. Juli 1992 Vertreter von Ministerpräsident Schamir, der dieses Ministeramt selbst übernommen hatte.